# Chopardminda canariensis
Chopardminda canariensis är en insektsart som beskrevs av Morales-agacino 1941. Chopardminda canariensis ingår i släktet Chopardminda och familjen gräshoppor. IUCN kategoriserar arten globalt som nära hotad. Inga underarter finns listade i Catalogue of Life.